# Trident (U-Boot)
HMS Trident (Kennung: N52) war ein U-Boot der britischen Royal Navy im Zweiten Weltkrieg.

## Einsatzgeschichte
Die Trident versenkte während des deutschen Unternehmens Weserübung gegen Mittag des 8. April 1940 unter anderem den deutschen Tanker Stedingen (8036 BRT). Am selben Abend gegen 19:00 Uhr lief ihr der deutsche Schwere Kreuzer Lützow vor das Sehrohr. Der Kommandant LtCdr Seale befahl, zehn Torpedos abzufeuern, die ihr Ziel aber alle verfehlten. Das deutsche Torpedoboot Albatros machte daraufhin mit Wasserbomben Jagd auf das U-Boot, hatte aber keinen Erfolg. Die Trident wurde bis 1943 in den Gewässern der Nordsee eingesetzt und zwischenzeitlich auch auf der sowjetischen U-Boot-Basis Poljarny an der Barentssee stationiert.
Der größte Erfolg war die Beschädigung des Schweren Kreuzers Prinz Eugen am 23. Februar 1942 vor Trondheim. Von drei abgeschossenen Torpedos traf einer das Heck des Kreuzers und beschädigte diesen so schwer, dass er zu einem langen Werftaufenthalt nach Deutschland zurück musste.
In der ersten Jahreshälfte von 1943 versenkte die Trident im Mittelmeer mehrere kleine griechische und deutsche Schiffe und erschien in der zweiten Jahreshälfte auf dem asiatischen Kriegsschauplatz. Sie griff am 29. August 1943 in der Malakkastraße den japanischen Kreuzer Kashii mit einem Fächer aus allen Bugtorpedorohren an. Die acht Torpedos verfehlten das Ziel. Die Trident verblieb bis Kriegsende in Asien.
Die Trident überstand den Krieg und wurde 1946 außer Dienst gestellt.

## Kommandanten
- Cdr. James Gordon Gould (19. Juli 1939 – Februar 1940)[4]
- Lt.Cdr. Alan George Luscombe Seale (Februar 1940 - 18. April 1940)[5]
- Lt.Cdr. Geoffrey Mainwaring Sladen (18. April 1940 - 20. März 1942)[6]
- Lt. Arthur Richard Hezlet (20. März 1942 - 18. Oktober 1942)[7]
- Lt. Peter Edward Newstead (18. Oktober 1942 -?)[8]
- Lt. Anthony James Sumption (?)[9]
- Lt. Arthur John Wright Pitt (November 1944 - 20. Januar 1945)[10]
- Lt. Anthony Robert Profit (20. Januar 1945 – Juli 1945)[11]

## Kampferfolge (Auswahl)
Die wichtigsten Kampferfolge erzielte die Trident vor der norwegischen Küste. Im Mittelmeer und in Asien konnten lediglich kleinere Einheiten wie Segelschiffe oder Landungsboote versenkt werden.
| Datum            | |
| ---------------- | --- |
| 8. April 1940    | Trident torpedierte und versenkte südlich des Oslofjordes bei 58° 57′ N, 10° 25′ O den deutschen Tanker Stedingen (8036 BRT, ex Posidonia). |
| 2. Mai 1940      | Trident griff vor dem Björn-Fjord das deutsche Transportschiff Cläre Hugo Stinnes 1 (5295 BRT) mit Bordartillerie und Torpedos an. Das Schiff wurde beschädigt. |
| 19. August 1941  | Trident beschädigte östlich von Havøysund bei 71° 1′ N, 24° 34′ O den deutschen Transporter Levante (4769 BRT). |
| 22. August 1941  | Trident torpedierte und versenkte im Kvaenangenfjord bei 70° 12′ N, 21° 5′ O das deutsche Transportschiff Ostpreußen (3030 BRT). |
| 30. August 1941  | Trident torpedierte und versenkte nahe Lopphavet bei 70° 35′ N, 21° 45′ O die deutschen Transporter Donau II (2931 BRT) und Bahia Laura (8561 BRT). |
| 3. November 1941 | Trident torpedierte und versenkte im Porsangerfjord bei 70° 58′ N, 26° 8′ O den deutschen Hilfs-U-Jäger UJ 1213 / Rau IV (354 BRT) und das deutsche Transportschiff Altkirch (4713 BRT).                                                                                     |
| 23. Februar 1942 | Trident griff westlich von Kristiansund die beiden deutschen schweren Kreuzer Prinz Eugen (14.680 ts) und Admiral Scheer (13.660 ts) mit insgesamt sieben Torpedos an. Die Prinz Eugen erlitt Treffer und schwere Beschädigungen am Heck. Die Admiral Scheer wurde verfehlt. |
| 20. April 1942   | Trident torpedierte und versenkte im Svefjord bei 64° 38′ N, 10° 49′ O den deutschen Transporter Hödur (5368 BRT). |